# Записоцький Євген Васильович
Євге́н Васи́льович Записо́цький — солдат Збройних сил України.
Солдат 72-ї окремої бригади. 15 березня 2015-го повернувся із зони ведення бойових дій на демобілізацію.

## Нагороди
За особисту мужність і героїзм, виявлені у захисті державного суверенітету та територіальної цілісності України, вірність військовій присязі під час російсько-української війни
- нагороджений орденом «За мужність» III ступеня (26.2.2015).